# 原田勉
原田 勉（はらだ つとむ、1967年 - ）は、日本の経営学者・経済学者。専攻はイノベーション経済学、イノベーション・マネジメント。神戸大学大学院経営学研究科教授。組織学会高宮賞、日本経営協会経営科学文献賞、日本ナレッジマネジメント学会研究奨励賞受賞。

## 人物・経歴
京都府出身。洛南高等学校を経て、1989年一橋大学商学部卒業。1991年一橋大学大学院商学研究科修士課程修了。榊原清則らの指導を受けた。1997年スタンフォード大学でネイサン・ローゼンバーグに師事し、博士（経済学）（Ph.D.）の学位を取得。
1997年神戸大学経営学部助教授。2000年神戸大学博士（経営学）。科学技術庁科学技術政策研究所客員研究官、INSEAD客員研究員、ハーバード大学フルブライト研究員を経て、2005年神戸大学大学院経営学研究科教授。組織学会高宮賞（論文部門）、日本経営協会経営科学文献賞、日本ナレッジマネジメント学会研究奨励賞、組織学会高宮賞（著書部門）受賞。

## 著書
- 『知識転換の経営学』東洋経済新報社, 1999年
- "Chemicals and Long-term Economic Growth"（共著）Wiley-Interscience 2000年
- 『ケースで読む　競争逆転の経営戦略』東洋経済新報社 2000年
- 『MBA戦略立案トレーニング』 東洋経済新報社,2003年
- 『実践力を鍛える　戦略ノート[マーケティング編]』東洋経済新報社 2006年
- 『実践力を鍛える　戦略ノート[企業価値評価編]』東洋経済新報社 2007年
- 『ケース演習でわかる　技術マネジメント』日本経済新聞出版社 2007年
- 『汎用・専用技術の経済分析』白桃書房 2007年
- 『実践力を鍛える　戦略ノート[戦略立案編]』東洋経済新報社 2010年
- 『イノベーション戦略の論理－確率の経営とは何か』中公新書 2014年3月
- 『イノベーションを巻き起こす　「ダイナミック組織」戦略』日本実業出版社 2016年